# 桃湖 (西藏)
桃湖（藏語：ཐའོ་མཚོ，威利转写：tha'o mtsho，THL：Tao Tso），位于西藏那曲市双湖县境内，地处双湖县北部，昆仑山与可可西里山之间的断陷盆地内，北距新疆维吾尔自治区约6公里。湖面海拔4876米，面积20.4平方公里。湖水主要依靠时令河与地下渗流补给，集水区面积327.6平方公里。